# Big Spring (Iowa)
Pour les articles homonymes, voir Big Spring (homonymie).
Big Spring est une ville fantôme, du comté de Wayne en Iowa, aux États-Unis. Le bureau de la poste est en service de 1875 à 1901. Il ne reste plus que le cimetière de Big Spring.

## Source de la traduction
- (en) Cet article est partiellement ou en totalité issu de l’article de Wikipédia en anglais intitulé « Big Spring, Iowa » (voir la liste des auteurs).